# 坡头街道
坡头街道，是中华人民共和国陕西省铜川市耀州区下辖的一个街道办事处。
2015年，陕西省民政厅批复同意撤销坡头镇，设立坡头街道办事处；将关庄镇长命村划归坡头街道办事处。

## 行政区划
坡头街道下辖以下地区：
冯兰村、豹村、牛村、尤家咀村、上楼村、华原村、屯里村、白草坡村、张家沟村、咀子村和长命村。